# Frederick Thomas Michell
Sir Frederick Thomas Michell KCB (* 8. April 1788 in Exeter; † 14. Januar 1873 in Totnes) war ein Admiral der britischen Marine.

## Leben
Michell war ein Sohn von Lt. Sampson Michell RN, der im Januar 1809 in Rio de Janeiro als Admiral in portugiesischen Diensten starb. Er trat 1800 in die Marineakademie Portsmouth und 1803 als Seekadett in die Königliche Marine ein. Während der napoleonischen Kriege war er, seit 1807 Kapitänleutnant, auf verschiedenen Schiffen im Mittelmeer, vor Brasilien und vor den Westindischen Inseln eingesetzt. Bei der von Lord Exmouth geführten Bombardierung Algiers im August 1816 führte er die Mörser-Flottille und übernahm auf Exmouth' Befehl das Kommando über das Flaggschiff HMS Queen Charlotte, nachdem dessen Kapitän ausgefallen war. Im September 1816 wurde Michell zum Commander befördert.
Seit Oktober 1816 ohne aktives Kommando, kehrte er 1826 in den aktiven Dienst zurück und wurde 1830 Vollkapitän. Von 1852 bis 1855 war Michell Flaggkapitän auf der HMS Queen, dem Flaggschiff der Mittelmeerflotte, mit der er an der Belagerung der Stadt Sewastopol auf der Krim beteiligt war (→ Krimkrieg). Nach diesem Einsatz wurde er im Juli 1855 Konteradmiral und 1862 Vizeadmiral. 1866 trat er im Rang eines Admirals in den Ruhestand und wurde im folgenden Jahr zum Ritter des Order of the Bath geschlagen. Er starb 1873 in Totnes, Devon.
Sein Bruder war Lt.-Col. Charles Collier Michell (1793–1851), oberster Landvermesser (Surveyor-General) der Kapkolonie (und Schwiegervater des Reiseschriftstellers James Edward Alexander). Seine Schwester Emma Caroline war die Mutter des Feldmarschalls Sir Evelyn Wood und von Katharine O’Shea.

## Weblink
- Datenblatt Frederick Thomas Michell

| Personendaten    | Personendaten             |
| ---------------- | ------------------------- |
| NAME             | Michell, Frederick Thomas |
| KURZBESCHREIBUNG | britischer Admiral        |
| GEBURTSDATUM     | 8. April 1788             |
| GEBURTSORT       | Exeter                    |
| STERBEDATUM      | 14. Januar 1873           |
| STERBEORT        | Totnes                    |